# Acidente de trem de Uttar Pradesh em 2015
O acidente de trem de Uttar Pradesh ocorreu em 20 de março de 2015. O Dehradun Varanasi Janata Express (trem número 14266) descarrilou perto de Bachhrawan em Uttar Pradesh, norte da Índia, resultando em pelo menos 58 mortes e 150 pessoas feridas.

## Acidente
Às 09:10, horário local (03:40 UTC) de 20 de março de 2015, um trem de passageiros ultrapassou um sinal em Bachhrawan, Uttar Pradesh, Índia. A locomotiva e dois vagões foram descarrilados. Foi relatado que o trem transportava mais de 400 passageiros e 85 funcionários. O trem foi o Janata Express de Dehradun para Varanasi. O motorista informou pelo rádio que seus freios haviam falhado e que ele não podia parar o trem. Foi desviado para um lado e colidiu com os amortecedores de Bachhrawan. As fotografias mostram que o vagão ao lado da locomotiva foi severamente comprimido. Foi relatado como tendo sido embalado com passageiros.
Cinqüenta e oito pessoas foram mortas, e mais de 150 ficaram feridas. Um relatório preliminar publicado pelo Ministério da Aviação Civil relata 39 mortos e 38 passageiros feridos. Uma equipe de médicos da Universidade Médica Rei Jorge, em Lucknow, foi despachada para o local do acidente. Os feridos foram levados para a universidade e para o Instituto de Pós-Graduação Sanjay Gandhi de Ciências Médicas em Lucknow, ou para um hospital em Rae Bareli. A linha através de Bachhrawan foi reaberta em 21 de março após a remoção dos destroços do trem.

## Investigação
Uma investigação foi aberta sobre o acidente pela Comissão de Segurança Ferroviária. A falha do freio foi declarada por fontes ferroviárias não identificadas como a causa do acidente. O maquinista e o guarda do trem foram vistos por testemunhas sinalizando que havia um problema com o trem. [8] O Ministro de Estado das Ferrovias, Manoj Sinha, declarou que um relatório seria publicado dentro de um mês.
As conclusões provisórias da Comissão de Segurança Ferroviária, discutidas em uma conferência em outubro de 2015, relatam uma “descontinuidade da pressão do tubo de freio entre o motor do trem e a carga de reboque dos vagões causada pela posição incorreta da torneira de corte adicional fornecida no tubo de freio da locomotiva que não possuía os recursos de segurança especificados no projeto contra operação inadvertida ou não autorizada.”